# Nebeske kočije
Nebeske kočije je deseti studijski album sastava Novi fosili.

## Popis pjesama
A strana
1. "Nebeske kočije"
(Rajko Dujmić, Inga Angebrandt)
2. "Ne, ne može mi ništa"
(Rajko Dujmić, Stevo Cvikić)
3. "Sedam dugih godina"
(Rajko Dujmić, Inga Angebrandt i Mario Mihaljević)
4. "Ma, šta je tebi"
(Rajko Dujmić, Stevo Cvikić)
5. "Zagrli moju dušu"
(Rajko Dujmić, Inga Angebrandt)

B strana
1. "Zovem te"
(Rajko Dujmić, Stevo Cvikić)
2. "Otiš'o je on"
(Rajko Dujmić, Stevo Cvikić)
3. "Ljubav koja nema kraj"
(Rajko Dujmić, Stevo Cvikić)
4. "Ne vjeruj suzama kad gube"
(Rajko Dujmić, Stevo Cvikić)
5. "Joj Blues"
(Rajko Dujmić, Stevo Cvikić)